# Indulgents
 (novembre 2013).
Les indulgents est le nom donné par des opposants à Georges Danton et ses alliés, anciens membres du club des Cordeliers, parmi lesquels Camille Desmoulins, qui dès la fin de 1793 remettent en question la pertinence de la Terreur. 

## Membres Connus
- Georges Danton : Chef de file des indulgents. Au courant de la Révolution, il faisait partie de la Montagne et avait joué un rôle important dans la chute du Roi.
- Camille Desmoulins : Journaliste et militant républicain de la Montagne.
- Marie-Jean Hérault de Séchelles : Député et brièvement président de la Convention nationale et membre du Comité de salut public[1].

## Évènements
Sous la direction de l'ancien maire de Paris et ancien ministre de la guerre Jean Nicolas Pache, les exagérés du nouveau ministre de la Guerre Bouchotte, et leur porte-parole Hébert, qui visaient à renverser la Convention nationale réclamaient l'intensification de la Terreur. D'autres montagnards commencèrent à nourrir des doutes sur le bien-fondé des sévérités nécessaires qui masquaient selon eux un projet contre-révolutionnaire. Danton alors chef de file du Modérantisme, et Camille Desmoulins furent les premiers à dénoncer l'instrumentalisation de la Terreur, notamment dans Le Vieux Cordelier. Dans son journal, Desmoulins fit tomber le masque du "Le Père Duchesne" qui fut reconnu comme contre-révolutionnaire. Ils bénéficient du soutien du général Westermann qui sert en Vendée. 
Le 5 janvier à la tribune des cordeliers, les exagérés Momoro et Collot d'Herbois, sentant le danger pour eux, dénoncèrent à leur tour Camille Desmoulins. Aux Jacobins, Robespierre valida les accusations de Desmoulins en demandant le renvoi au Tribunal révolutionnaire des amis et complices de Jacques-René Hébert dont quelques-uns seulement furent arrêtés dans la nuit du 14 au 15 mars. Jugés dans une relative obscurité, ils furent guillotinés - à l'exception de leur chef, Jean-Nicolas Pache - le 24 mars. 
Le 30 mars 1794, les principaux protecteurs des exagérés - et notamment Bertrand Barère de Vieuzac, Jean-Marie Collot d'Herbois et Jean Nicolas Billaud-Varenne, en liaison avec le Comité de sûreté générale - demandèrent à leur tour la tête des Modérés, notamment Danton, Desmoulins et Philippeaux. On les réunit à dessein aux fripons compromis dans l'affaire de la liquidation de la Compagnie des Indes (1793). Au terme d'un procès qui se déroula du 2 au 4 avril 1794, les indulgents comme les fripons furent condamnés par le Tribunal révolutionnaire le 5 avril 1794, et guillotinés. Le 13 avril suivant, des modérés et des exagérés furent cette fois réunis sur les mêmes charrettes et exécutés dans un procès à nouveau biaisé pour lequel on invoqua contre eux le crime de conspiration dans les prisons.
Les indulgents ou modérés ont plus rarement été appelés citra-révolutionnaires.

## Sources primaires
- Marcel Reinhard (dir.) et Marc Bouloiseau (dir.) (publié par l'Institut d'histoire de la Révolution française, Université de Paris I), Archives parlementaires de 1787 à 1860, t. 85 : Du 26 pluviôse au 12 ventôse An II (14 février au 2 mars 1794), Paris, Éditions du Centre national de la recherche scientifique, 1964, 742 p.
- Marcel Reinhard (dir.) et Marc Bouloiseau (dir.) (publié par l'Institut d'histoire de la Révolution française, Université de Paris I), Archives parlementaires de 1787 à 1860, t. 86 : Du 13 au 30 ventôse An II (3 au 20 mars 1794), Paris, Éditions du Centre national de la recherche scientifique, 1965, 798 p.
- Marcel Reinhard (dir.) et Marc Bouloiseau (dir.) (publié par l'Institut d'histoire de la Révolution française, Université de Paris I), Archives parlementaires de 1787 à 1860, t. 87 : Du 1er au 12 germinal An II (21 mars au 1er avril 1794), Paris, Éditions du Centre national de la recherche scientifique, 1968, 758 p.
- Marcel Reinhard (dir.) et Marc Bouloiseau (dir.) (publié par l'Institut d'histoire de la Révolution française, Université de Paris I), Archives parlementaires de 1787 à 1860, t. 88 : Du 13 au 28 germinal an II (2 avril au 17 avril 1794), Paris, Éditions du Centre national de la recherche scientifique, 1969, 787 p.
- François-Alphonse Aulard (éd.), La Société des Jacobins : recueil de documents pour l'histoire du club des Jacobins de Paris, t. V : janvier 1793 à mars 1794, Paris, Librairie Léopold Cerf / Librairie Noblet / Maison Quantin, 1895, I-711 p. (lire en ligne).
- François-Alphonse Aulard (éd.), La Société des Jacobins : recueil de documents pour l'histoire du club des Jacobins de Paris, t. VI : mars à novembre 1794, Paris, Librairie Léopold Cerf / Librairie Noblet / Maison Quantin, 1897, 805 p. (lire en ligne).
- Camille Desmoulins édition établie et présentée par Pierre Pachet, Le vieux Cordelier, Paris, Belin, coll. « Littérature et politique », 1987, 153 p. (ISBN 2-7011-1033-5, présentation en ligne).
- Camille Desmoulins avec introduction et des commentaires par Henri Calvet, édition complète et critique d'après les notes d'Albert Mathiez, Le vieux Cordelier, Paris, Armand Colin, coll. « Les classiques de la Révolution française », 1936, 314 p. (présentation en ligne), [présentation en ligne], [présentation en ligne].
- Alexandre Tuetey, Répertoire général des sources manuscrites de l'histoire de Paris pendant la Révolution française, t. 11 : Convention nationale (quatrième partie), Paris, Imprimerie nouvelle, 1914, 916 p. (lire en ligne).